# Puchar Ministra Obrony Narodowej 2006
Puchar Ministra Obrony Narodowej 2006 – 45. edycja wyścigu kolarskiego o Puchar Ministra Obrony Narodowej, która odbyła się 15 sierpnia 2006 na liczącej 150 kilometrów trasie z Nowego Dworu Mazowieckiego do Radzymina; wyścig był częścią UCI Europe Tour 2006.

## Klasyfikacja generalna
| \| Klasyfikacja generalna \| Klasyfikacja generalna \| Klasyfikacja generalna \| Klasyfikacja generalna \| Klasyfikacja generalna \| \| Kolarz \| Kolarz \| Państwo \| Drużyna \| Czas \| \| ---------------------- \| ---------------------- \| ---------------------- \| ---------------------------- \| ---------------------- \| \| 1. \| Marcin Gębka \| Polska \| DHL-Author \| 3h 18' 52" \| \| 2. \| Krzysztof Jeżowski \| Polska \| Knauf Team \| + 0" \| \| 3. \| Dariusz Rudnicki \| Polska \| Intel-Action \| + 0" \| \| 4. \| Łukasz Podolski \| Polska \| Weltour \| + 0" \| \| 5. \| Roman Broniš \| Słowacja \| Dukla Trenčín \| + 0" \| \| 6. \| Kazuya Okazaki \| Japonia \| Team Nippo \| + 0" \| \| 7. \| Radosław Romanik \| Polska \| DHL-Author \| + 0" \| \| 8. \| Piotr Chmielewski \| Polska \| CCC Polsat \| + 0" \| \| 9. \| Tomasz Lisowicz \| Polska \| Knauf Team \| + 0" \| \| 10. \| Łukasz Góralewski \| Polska \| TRW Automotive Start Wyszków \| + 7" \| |                    |          |                              |            |
| |                    |          |                              |            |
| Źródło: ProCyclingStats |                    |          |                              |            |
| Klasyfikacja generalna |                    |          |                              |            |
| Kolarz | Kolarz             | Państwo  | Drużyna                      | Czas       |
| 1. | Marcin Gębka       | Polska   | DHL-Author                   | 3h 18' 52" |
| 2. | Krzysztof Jeżowski | Polska   | Knauf Team                   | + 0"       |
| 3. | Dariusz Rudnicki   | Polska   | Intel-Action                 | + 0"       |
| 4. | Łukasz Podolski    | Polska   | Weltour                      | + 0"       |
| 5. | Roman Broniš       | Słowacja | Dukla Trenčín                | + 0"       |
| 6. | Kazuya Okazaki     | Japonia  | Team Nippo                   | + 0"       |
| 7. | Radosław Romanik   | Polska   | DHL-Author                   | + 0"       |
| 8. | Piotr Chmielewski  | Polska   | CCC Polsat                   | + 0"       |
| 9. | Tomasz Lisowicz    | Polska   | Knauf Team                   | + 0"       |
| 10. | Łukasz Góralewski  | Polska   | TRW Automotive Start Wyszków | + 7"       |